# Desigualtat de Turán
En matemàtiques, les desigualtats de Turán són algunes desigualtats per als polinomis de Legendre trobats per Turán (1950) (i publicats per primera vegada per Szegö (1948).
Si Pn és el n-èsim polinomi de Legendre, les desigualtats de Turán són:
{\displaystyle \,\!P_{n}(x)^{2}>P_{n-1}(x)P_{n+1}(x){\text{ per a }}-1<x<1.}
Hi ha moltes generalitzacions a altres polinomis, sovint anomenades desigualtats de Turán, donats per Beckenbach i Seidel (1951).
Si Hn és el n-èsim polinomi d'Hermite, les desigualtats de Turán són:
{\displaystyle H_{n}(x)^{2}-H_{n-1}(x)H_{n+1}(x)=(n-1)!\cdot \sum _{i=0}^{n-1}{\frac {2^{n-i}}{i!}}H_{i}(x)^{2}>0~,}
Si Tn és el n-èsim polinomi de Txebixov, les desigualtats de Turán són:
{\displaystyle T_{n}(x)^{2}-T_{n-1}(x)T_{n+1}(x)=1-x^{2}>0{\text{ per a }}-1<x<1~.}